# Planejamento estratégico do Rio de Janeiro
Conjunto de ações concretas com diretrizes, metas e iniciativas estratégicas para a cidade do Rio de Janeiro. O terceiro plano estratégico para a capital carioca foi desenvolvido pelo então prefeito Eduardo Paes, em 2009, e contempla algumas categorias de administração pública como saúde, educação, ordem pública, emprego e renda, infraestrutura urbana, Meio ambiente, transportes, cultura, esporte e lazer, assistência social, gestão e finanças Públicas. O alcance deste plano é até 2020 e metas e objetivos até 2012. Até o final de 2011, cerca de 80% destas metas foram alcançadas.
O segundo Plano Estratégico contempla o período 2013-2016 e foi desenvolvido com a participação do Conselho da Cidade, formado por representantes de diferentes áreas da sociedade.
O terceiro documento já começou a ser elaborado e vai apresentar uma visão para os próximos 50 anos da cidade. O Plano Estratégico 2017-2020  tem o objetivo de aumentar a participação dos cariocas na construção de um futuro para o Rio.

## Plano Estratégico 2009-2012
Em janeiro de 2009, a cidade do Rio de janeiro apresentava um cenário de grandes desafios. A Prefeitura do Rio não possuía estratégia clara, específica e atraente de desenvolvimento, gerando perda de importância relativa no cenário econômico nacional, além da possibilidade de causar um desempenho econômico inferior ao de outras capitais brasileiras.
No início da gestão do prefeito Eduardo Paes, a Prefeitura do Rio desenvolveu um Plano Estratégico no qual foi concebida uma visão para a cidade com alcance até 2020 e metas objetivas até 2012. 
O objetivo era pensar a cidade no longo prazo, para agir no curto prazo. Definir um conjunto de ações concretas, com diretrizes, metas e iniciativas estratégicas para a cidade em um horizonte de 4 anos, divididas em 10 áreas de resultados prioritárias, tais como: Saúde, Educação e Ordem Pública. Além disso, desenvolver também uma Visão Estratégica da Cidade, representada por um conjunto de aspirações até 2020 
Inicialmente, foram estipuladas 46 metas e 37 iniciativas estratégicas. Até o final de 2011, aproximadamente 80% das metas para o período foram alcançadas, com resultados altamente positivos para o Rio.

## Plano Estratégico 2013-2016
O segundo Plano Estratégico da Cidade (2013-2016), reúne 56 metas e 58 iniciativas, agrupadas em 10 áreas de resultado, com orçamento previsto de R$ 38,6 bilhões. O documento define novas diretrizes, metas e iniciativas para o período de 2013 a 2016, quando seriam realizados, entre agosto e setembro de 2016, os Jogos Olímpicos e Paralímpicos do Rio - primeira edição realizada na América do Sul. 
Mais de 50 especialistas foram entrevistados, para a formulação do plano, sobre suas percepções da cidade e os principais executivos da prefeitura realizaram uma série de oficinas de trabalhos. Em seguida, a Prefeitura do Rio encomendou ao Ibope uma pesquisa de opinião pública com mil cidadãos para conhecer a percepção do carioca sobre a cidade e seus anseios para o futuro. O terceiro elemento para contribuir com a revisão é a formação do Conselho da Cidade. 
Para o segundo plano, a Prefeitura do Rio lançou o Conselho da Cidade em dezembro de 2011, que reúne 150 cidadãos para ajudar na revisão do Plano Estratégico, cujas metas serão ampliadas até 2016. Formado por profissionais de diversas áreas como Jornalismo, Arquitetura, Engenharia, Economia, Artes, Meio Ambiente, entre outras, o objetivo do Conselho é refletir sobre a visão de futuro da Cidade Maravilhosa e definir o Rio que o carioca almeja, com projetos e metas mais ambiciosos. Entre eles, o alagoano Cacá Diegues, o maranhense Ferreira Gullar e o cearense Luiz Carlos Barreto. Também fazem parte do conselho Alfredo Lopes, Fernanda Montenegro, empresário Ricardo Amaral, entre outros. A ideia é dividir o conhecimento, a articulação, para que a gente possa acertar nas decisões. 

## Plano Estratégico 2017-2020
Em agosto de 2015, a prefeitura lança o  plano estratégico 2017-2020 com metas para o 500º aniversário da hoje capital do estado de mesmo nome. Até 29 de fevereiro de 2016, a prefeitura vai se ocupar de pôr de pé o plano estratégico.
O compromisso é apresentá-lo no 1º de março de 2016, o dia um dos 50 anos seguintes. A motivação é o esgotamento dos grandes projetos municipais, concluídas as obras dos eixos de transporte e a preparação para os Jogos 2016. Essa terceira etapa também contará com a participação de autoridades, membros do Conselho da Cidade, acadêmicos, empresários e representantes da sociedade civil debaterão a agenda do Rio, num modelo semelhante ao do planejamento 2013-2016. 
Nessa edição, a prefeitura e a consultoria McKinsey, também envolvida no plano, desenvolveram mecanismos para os cidadãos e instituições se fazerem ouvir. Um deles é a plataforma on-line www.visaorio500.rio, que receberá sugestões e as submeterá a votação. Haverá fóruns de discussão com moradores nas 33 regiões administrativas; e um Conselho da Juventude, recrutado por Luti Guedes. Uma centena de jovens de 14 a 29 anos vai elencar, não as próprias demandas, mas as da cidade toda. Em 50 anos, serão eles os adultos e os idosos do Rio. 